# شقب (جبلة)

تعديل مصدري - تعديل

شقب محلة تابعة لقرية المقبل، التابعة لعزلة الربادي بمديرية جبلة إحدى مديريات محافظة إب في الجمهورية اليمنية، بلغ تعداد سكانها 151 حسب تعداد اليمن لعام 2004.